# Salpis venosa
Salpis venosa là một loài bướm đêm trong họ Geometridae.